# Wilhelm Küper
Wilhelm Küper (geb. 29. April 1902 in Bochum, gest. 26. Dezember 1957 ebenda) war ein deutscher Landwirt und Agrarpolitiker, SS-Brigadeführer und Generalmajor der Waffen-SS sowie Militärverwaltungsvizechef im Zweiten Weltkrieg.

## Lebensweg
Küper besuchte von 1908 bis 1918 die Volks- und Oberrealschule in Bochum. Von 1919 bis 1934 arbeitete er als Landwirt auf dem elterlichen Hof in Bochum-Laer. Bereits zum 1. April 1931 trat Küper der NSDAP bei (Mitgliedsnummer 524.179). Kurz darauf, am 1. November 1931, trat Küper auch der SA bei. Gleichzeitig wurde er im November 1931 Mitglied in der Landwirtschaftskammer Westfalen in Bochum. Von November 1931 bis 1936 arbeitete er als landwirtschaftlicher Kreisfachberater der NSDAP für den Kreis Bochum-Wanne-Eickel. Bald nach der nationalsozialistischen „Machtergreifung“ am 30. Januar 1933, nämlich von März bis Dezember 1933, war Küper Stadtverordneter der NSDAP in Bochum.
Von April 1933 bis April 1934 war Küper Vorsitzender des Rheinisch-Westfälischen Milchwirtschaftsverbandes in Essen (als Nachfolger des Zentrums-Politikers Franz Bornefeld-Ettmann), anschließend, von April 1934 bis September 1935, Vorsitzender der Deutschen Milchwirtschaftlichen Vereinigung (Hauptvereinigung) in Berlin. Von Oktober 1935 bis September 1938 war er Vorsitzender der Hauptvereinigung der Deutschen Viehwirtschaft in Berlin, von Oktober 1938 bis 1941 Vorsitzender der Hauptvereinigung der Deutschen Milch- und Fettwirtschaft.
Von April 1933 bis 1935 war Küper NSDAP-Kreisamtsleiter des Amtes für Agrarpolitik des Kreises Bochum und von September 1933 bis 1935 Kreisbauernführer in Bochum.
Zum 1. April 1935 trat Küper aus der SA aus, der er zuletzt im Rang eines SA-Obertruppführers angehört hatte. Gleichzeitig trat er zum 1. April 1935 in die Schutzstaffel (SS) ein (SS-Nummer 260.042). Dort stieg er rasch auf: Am 13. August 1936 wurde er zum SS-Untersturmführer befördert, am 9. November 1937 zum SS-Obersturmführer, am 9. April 1938 zum SS-Hauptsturmführer, am 20. April 1939 zum SS-Sturmbannführer, am 10. Oktober 1944 zum SS-Obersturmbann- und -Standartenführer. Einen Monat später, am 10. November 1944, wurde Küper in den aktiven Dienst der Waffen-SS übernommen und zugleich zum SS-Oberführer der allgemeinen SS und der Waffen-SS befördert. Nur wenige Tage später wurde Küper SS-Brigadeführer und Generalmajor der Waffen-SS und erreichte damit seinen höchsten SS-Rang. Ab September 1936 war Küper SS-Führer beim Stab des Rasse- und Siedlungs-Hauptamts (RuSHA). Im November 1944 wurde Küper in das Personalamt des SS-Wirtschafts-Verwaltungshauptamts einberufen.
Von Mai bis Oktober 1937 war Küper kommissarischer Leiter der Reichshauptabteilung III („Der Markt“) im Reichsnährstand, anschließend, von Oktober 1937 bis 1941, deren ehrenamtlicher Leiter und zugleich Hauptabteilungsleiter im Reichsverwaltungsamt des Reichsbauernführers Walther Darré. Daneben hatte Küper diverse Aufsichtsratsämter, unter anderem bei der Bank für Landwirtschaft AG und bei der Baumwoll-AG. Er war Mitglied des Deutschen Reichsbauernrats und des Verwaltungsrats der Deutschen Rentenbank. Wilhelm Küper war von 1941 bis 1944 auch Vorsitzender des Aufsichtsrats der „Zentralhandelsgesellschaft Ost für landwirtschaftlichen Absatz und Bedarf“ (kurz: ZO oder ZHO) und stellvertretender Vorsitzender der Ost-Faser-Gesellschaft. In seiner Amtszeit als Aufsichtsratsmitglied der Deutschen Rentenbank Berlin organisierte dieses Kreditinstitut einen Großkredit für die ZO, deren Aufsichtsratsvorsitzender ebenfalls Küper war.
Von Juni 1941 bis November 1944 war Küper Leiter der Abteilung III E 3 „Erfassung“ im Reichsministerium für die besetzten Ostgebiete (RMfdbO) beziehungsweise im Wirtschaftsstab Ost (WiStOst) im Range eines Kriegsverwaltungsvizechefs, später eines Kriegsverwaltungschefs; von Juli 1944 bis zum Kriegsende im Mai 1945 Leiter der Chefgruppe III E („Ernährung und Landwirtschaft“) im RMfdbO beziehungsweise beim WiStOst/Feldwirtschaftsamt des Oberkommandos der Wehrmacht (OKW) und zugleich Vertreter des Staatssekretärs Hans-Joachim Riecke im Reichsministerium für Ernährung und Landwirtschaft. Von Januar bis April 1945 war er Generalinspekteur für das Verpflegungswesen im Heeresverwaltungsamt und in den letzten Kriegswochen, von April bis Mai 1945, landwirtschaftlicher Berater der Heeresgruppe Ernst Busch (Offizier) (Oberbefehlshaber Nord).
Im Oktober 1943 wurde der Kriegsverwaltungschef Küper mit dem Deutschen Kreuz in Silber ausgezeichnet.
Nach dem Ende des Dritten Reiches war Küper von Juli 1945 bis Juni 1948 zunächst in Belgien (in Jabbeke in einem britischen Kriegsgefangenenlager und in Laeken) interniert, später in Sandbostel, in Nürnberg und Fallingbostel. Er wurde von Juli 1947 bis Januar 1948 zehnmal als Zeuge bei den Nürnberger Hauptkriegsverbrecherprozessen vernommen.
Nach seiner Entlassung aus der Internierung, ab 1948, war Küper zunächst wieder als Landwirt in Bochum tätig.
In der britischen Besatzungszone in Deutschland wurden die Mitglieder derjenigen Organisationen, die der Internationale Militärgerichtshof in Nürnberg für verbrecherisch erklärt hatte – Korps der Politischen Leiter, Gestapo, SD, SS – von besonderen Spruchgerichten abgeurteilt. Spruchgerichtsverfahren fanden in der britischen Zone zusätzlich zu den in allen Besatzungszonen üblichen Entnazifizierungsverfahren statt. Durch Allgemeine Verfügung des Präsidenten des Zentral-Justizamtes vom 1. Juni 1947 wurde für jedes der sechs britischen Internierungslager (Neuengamme, Eselsheide, Staumühle, Fallingbostel, Recklinghausen und Sandbostel) ein Spruchgericht errichtet. Für das Lager Sandbostel wurde das Spruchgericht Stade gebildet. Am 14. September 1948 wurde Wilhelm Küper durch das Spruchgericht Stade zu sechs Monaten Gefängnis (unter Anrechnung der Internierung) verurteilt; er wurde also nicht erneut inhaftiert.
Nur etwa ein Jahr später, am 30. September 1949, wurde der ehemalige SS-Brigadeführer und Generalmajor der Waffen-SS, Leiter der Abteilung „Erfassung“ im Reichsministerium für die besetzten Ostgebiete und Kriegsverwaltungsvizechef im Wirtschaftsstab Ost durch den Entnazifizierungs-Hauptausschuss im Stadtkreis Bochum in die Kategorie IV, also als Mitläufer, eingestuft. Damit war Küper gut vier Jahre nach dem Kriegsende faktisch rehabilitiert.
Er starb acht Jahre später, im Alter von nur 55 Jahren, am 26. Dezember 1957 in Bochum.